# ビーバン・キドロン
ビーバン・キドロン（Beeban Kidron, OBE , 1961年 - ）は、イギリスの政治家、女性映画監督、児童の人権活動家。

## 人物
ジャネット・ウィンターソンの小説『オレンジだけが果物じゃない』を作者本人が脚色したテレビシリーズ（en:Oranges Are Not the Only Fruit）で監督をつとめ、英国アカデミー賞最優秀ドラマ賞を受賞した。

## 主な作品
- ブルーム VROOM 1988　監督
- Oranges Are Not the Only Fruit 1990 テレビシリーズ 監督
- 迷子の大人たち USED PEOPLE 1992　監督
- 3人のエンジェル TO WONG FOO THANKS FOR EVERYTHING, JULIE NEWMAR 1995　監督
- 輝きの海 SWEPT FROM THE SEA 1997　監督
- ジェーン・バーキン in シンデレラ CINDERELLA 2000 TVM　監督
- ブリジット・ジョーンズの日記 きれそうなわたしの12か月 BRIDGET JONES: THE EDGE OF REASON 2004　監督
- ヴィクトリア女王 最期の秘密 VICTORIA & ABDUL 2017　製作